# Iwaniwka (rejon czernihowski)
Iwaniwka (ukr. Іванівка) – wieś na Ukrainie, w obwodzie czernihowskim, w rejonie czernihowskim, siedziba hromady. W 2024 liczyła 1487 mieszkańców.